# Грин-Ривер (Вайоминг)
Грин-Ривер (англ. Green River) — город в округе Суитуотер (штат Вайоминг, США), административный центр округа.
По подсчетам бюро переписи населения в 2000 году, население города составляло 11 808 человек.

## География

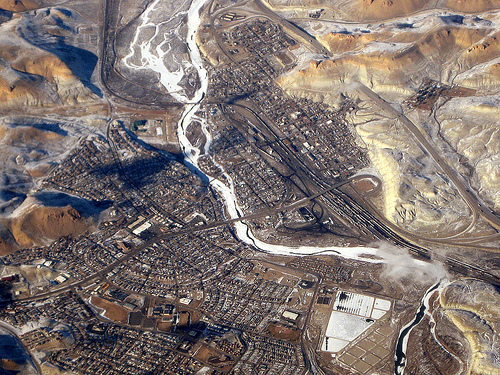
Аэрофотоснимок Грин-Ривер

Согласно бюро переписи населения США, общая площадь города — 36,3 км², из которых: 35,5 км² — земля и 0,8 км² (2,28 %) — вода.
Город расположен на высоте 1859 метров над уровнем моря.